# Lucio Volumnio Flama Violens
Lucio Volumnio Flama Violens (en latín Lucius Volumnius Flamma Violens) fue cónsul con Claudio el Censor, por primera vez en el año 307 a. C. 
Fue enviado con un ejército consular contra los Sallentinos, un pueblo de Apulia que habitaba en el talón de Italia, y que en el progreso de las guerras samnitas se habían convertido en enemigos de Roma. Según Tito Livio, Flamma fue próspero en terreno, tomó varias ciudades por asalto, y se hizo muy popular entre los soldados por su liberal distribución del botín. Estos éxitos relatados, sin embargo, son muy dudosos, ya que el nombre de Flama no aparece en los Fastos Triunfales, y uno de los analistas, Piso, omite este consulado completamente.
Pero no hay razón para dudar de que Flama fue cónsul con Apio Claudio en el año 296 a. C. Fue el período más crítico de la segunda guerra samnita. Flamma, en un principio, fue estacionado en las fronteras de Samnio, pero debido a la aparición de un ejército samnita en el corazón de Etruria, es que se le ordenó ir en ayuda de su colega. Claudio, al que al principio este hecho molestaba, debido a la opinión de sus principales oficiales, finalmente aceptó la ayuda de Flamma. 
No hubo, sin embargo, armonía entre ellos, y tan pronto como sus ejércitos conjuntos hubieron rechazado el enemigo, Flama regresó a marchas forzadas a la región de Campania. Los samnitas habían saqueado la llanura de Falerno, y volvían con su botín y sus cautivos, cuando Flama los interceptó a orillas del Liris, e hizo la expedición infructuosa. En Roma, a raíz de esta acción, se ordenó una acción de gracias en nombre del cónsul. 
Flama presidió los comicios consulares siguientes y, debido a su recomendación, el pueblo eligió como cónsul a Q. Fabio Máximo Ruliano para el año siguiente. 
Flama conservó su propio mando como procónsul durante el mismo período. Tanto el Senado como el pueblo, concurrieron en su redesignación. Flama, con las legiones segunda y cuarta, invadió Samnio, pero hay gran probabilidad, según conjetura Niebuhr, que fue de nuevo llamado a Etruria, donde estaba el peso de la guerra , y que tomó parte en la batalla de Sentino, en el año 295 a. C. 
Se casó con una hija de Aulo Virginio: Virginia, que consagró una capilla y un altar a la castidad plebeya.

## Enlaces externos

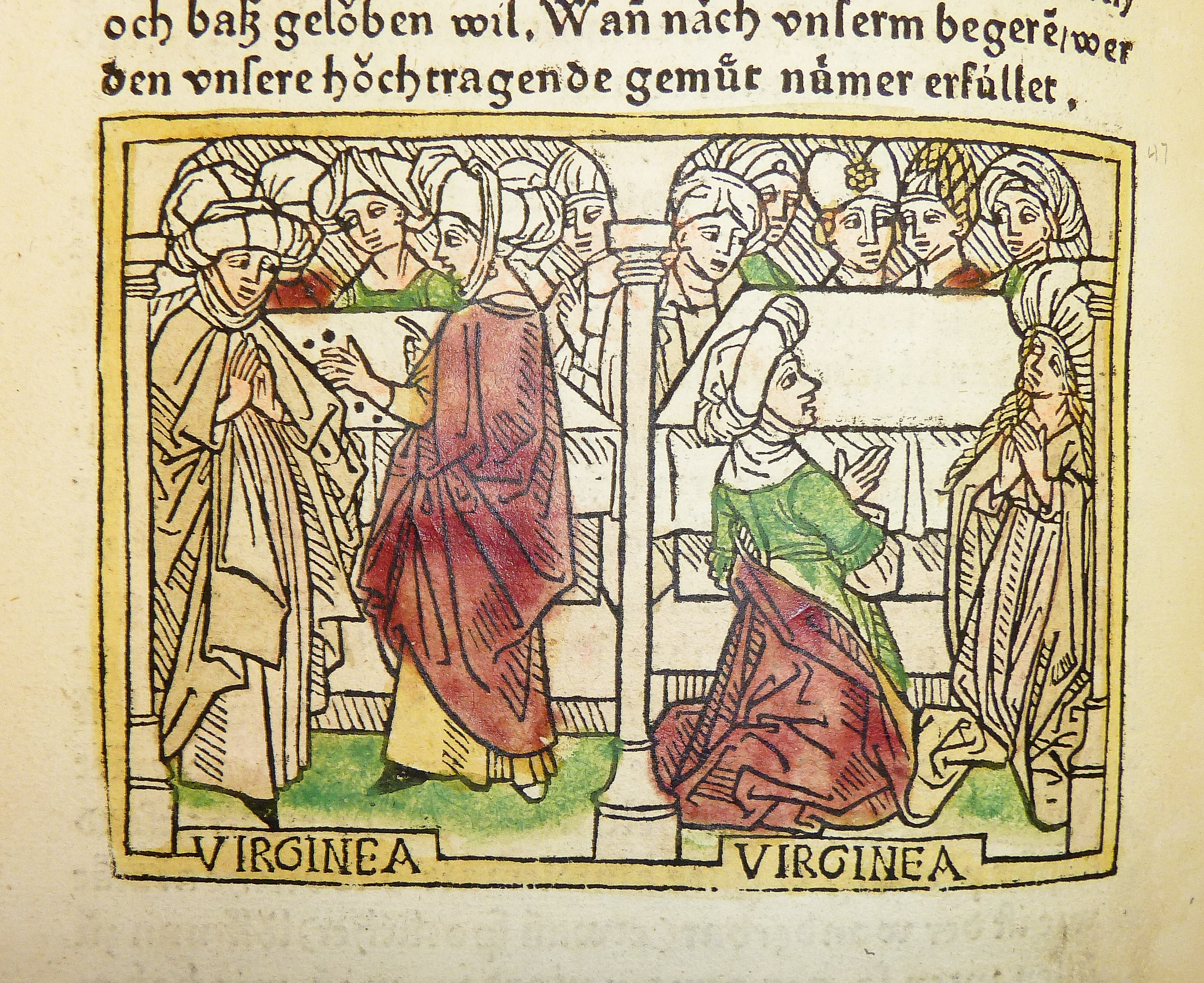
Virginia representada en un grabado para una edición alemana de De mulieribus claris.